# لويس فورتونيو

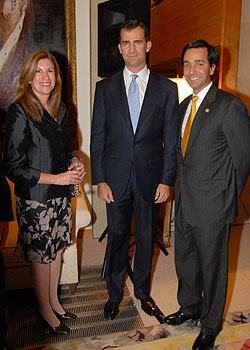
لويس فورتونيو

لويس فورتونيو هو رئيس بورتو ريكو منذ مطلع العام 2009 خلفا لأنيبل اسيفيدو وهو سياسي ناشط بحزب الجديد التقدمي أحد التيارات السياسية للحزب الجمهوري البورتو ريكي والموالي للحزب الجمهوري الأمريكي. ولد لويس فورتنيو بمدينة سان خوان عاصمة بورتو ريكو يوم 18 أكتوبر 1960.